# Conón (general)
Conón (griego Κόνων Kónôn) fue un estratego ateniense nacido hacia 444 a. C. y muerto en 390 a. C.
Desempeñó varios mandos militares durante la guerra del Peloponeso, y mandó una flota en 413 a. C. Tras la desgracia de Alcibíades en 407 a. C. tomó el mando general de la flota ateniense. Bloqueado en el puerto de Mitilene por el navarco espartiata Calicrátidas en 406 a. C., la expedición destinada a socorrerle, desembocó en la victoria de la flota ateniense en la batalla de Arginusas. Batido en 405 a. C. en Egospótamos reunió algunos barcos y se fugó a Chipre, a la corte del rey Evagoras I. Consiguió intrigar ante los persas y obtuvo el mando de una flota, con el sátrapa Farnabazo. Consiguió la victoria de Cnido sobre la flota espartana en 394 a. C., expulsó a los lacedemonios del Egeo y tomó Citera.
Volvió a Atenas como triunfador en (393 a. C.) y levantó los Muros Largos destruidos por los espartanos. Los atenienses le erigieron una estatua en el Ágora; fue el primero en beneficiarse de este privilegio desde Harmodio y Aristogitón.
Existen dos hipótesis sobre su muerte. Según la primera habría sido enviado a Sardes en embajada ante Farnabazo que le habría hecho meter en prisión, donde habría muerto (390 a. C.). La segunda, más probable, es que muriera en Chipre de regreso con Evagoras I, igualmente en 390 a. C. 